# Могуа білоголовий
Могуа білоголовий (Mohoua albicilla) — невеликий комахоїдний птах родини Mohouidae. Ендемік Нової Зеландії.

## Опис
Довжина птаха 15 см. Вага самців становить 18,5 г, самок — 14,5 г. Верхня частина тіла, крила і хвіст самця світло-коричневі, голова і нижня частина білі, голова майже чисто біла — звідси назва. Самки і молоді птахи мають подібне забарвлення, але потилиця і верхівка коричневого кольору. Дзьоб і очі чорні, ноги синьо-чорного кольору. Часто при небезпеці утворює невеликі зграї з декількох сімейних груп.

## Поширення
Вид є ендемічним для Північного і декількох довколишніх островів Нової Зеландії, серед яких Літтл-Барр'єр, де це найпоширеніший лісовий птах, Грейт-Барр'єр і Капіті, вид.

## Живлення
Живиться переважно дрібними комахами, що живуть на деревах — павуками, метеликами, гусеницями і жуками, яких вона збирає на пнях, листі і гілках у кроні дерев. Рідко птахів можна побачити на лісовій підстилці. Свій раціон птахи доповнюють плодами рослин, таких як Melicytus ramiflorus і Myrsine. Як і Mohoua ochrocephala, ці птахи часто висять на гілках вниз головою.

## Розмноження
Будує своє гніздо на висоті від 1 до 15 м над землею в кроні дерев чи розташованих глибше невеликих деревах і кущах. У кладці від 2 до 4 яєць. Висиджування триває приблизно 18 днів. Пташенят вигодовують обоє батьків. Пташенята стають самостійними через 16-19 днів. У листопаді і грудні довгохвостий коель (Eudynamys taitensis) часто є гніздовим паразитом птахів. Він викидає яйця з гнізда і відкладає в нього єдине яйце.